# Aonach Meadhoin
Aonach Meadhoin är ett berg i Storbritannien.   Det ligger i kommunen Highland och riksdelen Skottland, i den nordvästra delen av landet, 700 km nordväst om huvudstaden London. Toppen på Aonach Meadhoin är 1 001 meter över havet, eller 190 meter över den omgivande terrängen. Bredden vid basen är 1,5 km.
Terrängen runt Aonach Meadhoin är huvudsakligen kuperad, men åt nordväst är den bergig. Trakten runt Aonach Meadhoin är nära nog obefolkad, med mindre än två invånare per kvadratkilometer. Trakten runt Aonach Meadhoin består i huvudsak av gräsmarker.